# Riom-ès-Montagnes
Riom-ès-Montagnes település Franciaországban, Cantal megyében. Lakosainak száma 2403 fő (2022. január 1.). Riom-ès-Montagnes Apchon, Collandres, Marchastel, Menet, Saint-Amandin, Saint-Étienne-de-Chomeil és Valette községekkel határos.

## Népesség
A település népessége az elmúlt években az alábbi módon változott:
| Lakosok száma | 3527 | 3417 | 3225 | 2727 | 2733 | 2591 | 2513 | 2479 | 2454 | 2403 |
|               | 1968 | 1982 | 1990 | 2006 | 2013 | 2015 | 2017 | 2019 | 2020 | 2022 |